# Działo uniwersalne

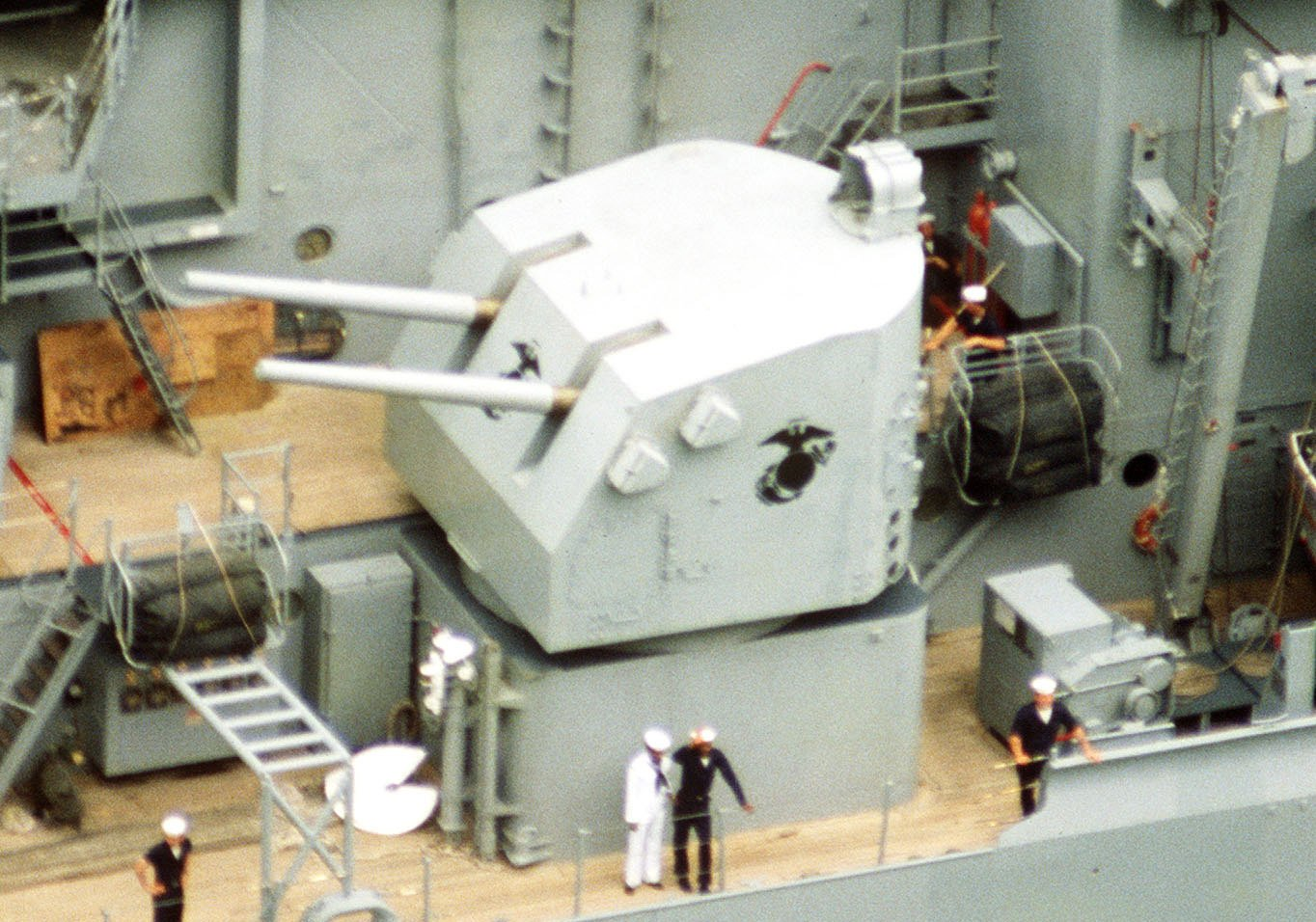
Wieża dział uniwersalnych 127 mm artylerii pomocniczej pancernika amerykańskiego USS "New Jersey" – widoczne wycięcia umożliwiające podnoszenie luf

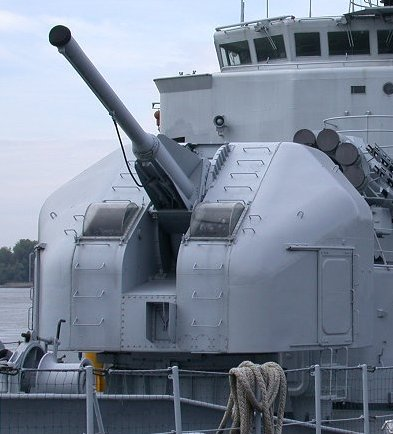
Działo uniwersalne 100 mm artylerii głównej francuskiego niszczyciela "Maille Breze"

Działo uniwersalne – armata okrętowa, która spełnia zadania zarówno artylerii głównej lub średniej okrętu, jak i przeciwlotniczej (artyleria uniwersalna). Działo uniwersalne, dzięki wysokim kątom podniesienia luf i odpowiednim systemom kierowania ogniem, może zwalczać cele nawodne (naziemne) i cele powietrzne. Zależnie od wielkości okrętu, artylerię uniwersalną stanowią działa kalibrów od 57–76 mm, przez 100 mm, do 127–130 mm (sporadycznie 152 mm). Działa uniwersalne wywodzą się z dział przeciwlotniczych, a o ich odmiennej klasyfikacji decyduje spełniana funkcja; określane są też w uproszczeniu po prostu jako działa przeciwlotnicze.
Artyleria uniwersalna stanowi artylerię główną na niszczycielach i mniejszych okrętach (fregaty, korwety, kutry rakietowe), a także na nielicznych krążownikach, natomiast artylerię pomocniczą na pancernikach, lotniskowcach i części krążowników.

## Historia rozwoju
Początkowo od lat 20. działa uniwersalne były najpowszechniej stosowane jako uzbrojenie pomocnicze krążowników, które nie posiadały innej artylerii średniego kalibru. Dopiero od końca lat 30. zaczęto eliminować artylerię średnią z części pancerników amerykańskich i brytyjskich, przez co ich wzmacniana artyleria przeciwlotnicza zaczęła pełnić funkcje uniwersalnej (pomimo że większość dział przeciwlotniczych mogła także strzelać do celów nawodnych, za artylerię uniwersalną na dużych okrętach były uważane tylko działa przeciwlotnicze stanowiące jedyną baterię artylerii średniej na okręcie, bez dział średniego kalibru przeznaczonych tylko do zwalczania celów nawodnych).
Działa uniwersalne jako uzbrojenie główne niszczycieli, a potem innych okrętów, zostały na dużą skalę wprowadzone w USA w latach 30. W efekcie, działa uniwersalne kalibru 127 mm stanowiły standardowe uzbrojenie praktycznie wszystkich amerykańskich niszczycieli i większych okrętów okresu II wojny światowej. Przed wojną wprowadzano działa uniwersalne jako uzbrojenie główne także w Japonii i na mniejszą skalę w Wielkiej Brytanii.
Po II wojnie światowej stopniowo eliminowano artylerię nieuniwersalną z uzbrojenia okrętów.